# ティンドゥッカル県
ティンドゥッカル県は、インド南部のタミル・ナードゥ州に属する30の県の一つ。県庁所在地はティンドゥッカル。

## 概要
2001年の国勢調査では、面積6058平方キロメートル、人口192万3014人、人口密度は317人/km2。
北の西側にイーロードゥ県、北の東側にカルール県、東にティルッチラーッパッリ県の南部があり、南東はマドゥライ県、南西はテーニ県、西はコーヤンブットゥール県およびわずかにケーララ州に接する。

## 歴史
1985年9月15日に、マドゥライ県から分離して誕生。

## 行政区分

### 郡
ティンドゥッカル県は、以下の7つの郡（タミル語 வட்டம் 「円」 ; 英訳 taluk）に区分けされている。
- ティンドゥッカル郡（திண்டுக்கல் ; Dindigul）
- コダイッカーナル郡（கொடைக்கானல் ; Kodaikanal）
- ナッタム郡（நத்தம் ; Natham）
- ニラッコーッタイ郡（நிலக்கோட்டை ; Nilakottai）
- オッタンチャッティラム郡（ஒட்டன்சத்திரம் ; Oddanchatram）
- パリャニ郡（பழனி ; Palani）
- ヴェーダサンドゥール郡（வேடசந்தூர் ; Vedasandur）

### 区
ティンドゥッカル県は、以下の14の区（英訳 block）に区分けされている。
- クジリヤンパーライ区（குஜிலியம்பாறை ; Guziliamparai）
- ヴァダマドゥライ区（வடமதுரை ; Vadamadurai）
- ヴェーダサンドゥール区（வேடசந்தூர் ; Vedasandur）
- オッタンチャッティラム区（ஒட்டன்சத்திரம் ; Oddanchatram）
- トッパンパッティ区（தொப்பம்பட்டி ; Thoppampatti）
- ナッタム区（நத்தம் ; Natham）
- サーナールパッティ区（சாணார்பட்டி ; Shanarpatti）
- ティンドゥッカル区（திண்டுக்கல் ; Dindigul）
- レッティヤールチャッティラム区（ரெட்டியார்சத்திரம் ; Reddiarchatram）
- パリャニ区（பழனி ; Palani）
- アーットゥール区（ஆத்தூர் ; Athoor）？
- コダイッカーナル区（கொடைக்கானல் ; Kodaikanal）
- ニラッコーッタイ区（நிலக்கோட்டை ; Nilakottai）
- ヴァッタラクンドゥ区（வத்தலகுண்டு ; Vattlagundu）